# Asics gel kayano
 (mai 2020).

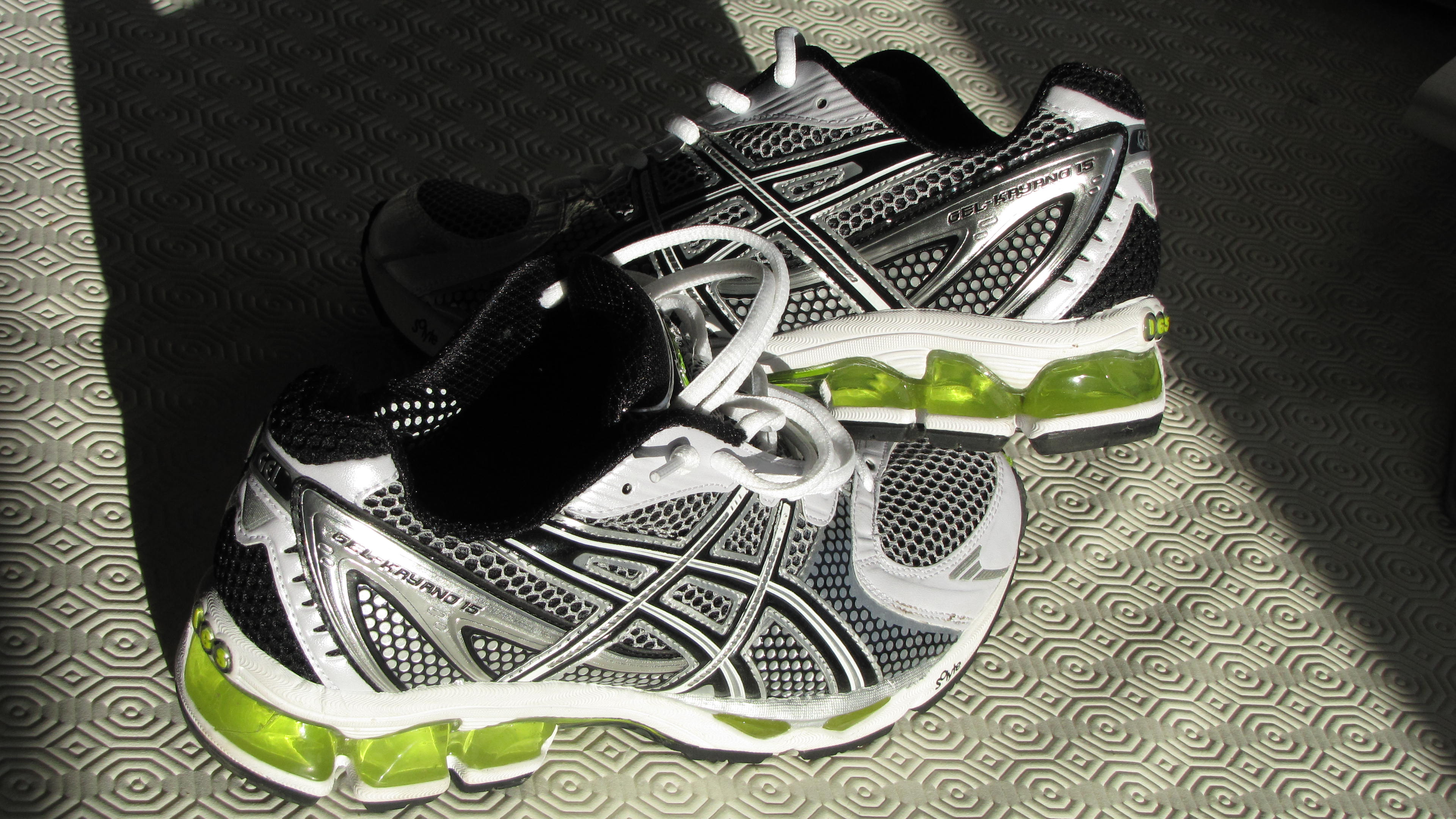
Asics Gel Kayano 15

La Asics Gel Kayano est un modèle de chaussure de course à pied de la marque Asics. 

## Présentation
Ce modèle de chaussures appartient à la catégorie des chaussures dites stabilisatrices (Stability Running Shoes en anglais). Ce modèle est adapté à la course de fond sur route, pour les distances moyennes à longues, et est étudié pour limiter les risques de blessure chez les coureurs ayant une foulée excessivement pronatrice.

## Histoire de la chaussure
La première version de la Asics Gel Kayano a été présentée au public à l’automne 1993, sous le nom Asics Gel Kayano Trainer. Elle a été ainsi baptisée du nom de son créateur : Toshikazu Kayano. À l’époque designer de chaussures chez Asics depuis cinq ans, la tâche lui a été confiée de mettre au point un nouveau modèle de chaussure de running hybride, adaptée au « cross-training », une tendance alors émergente. La chaussure devait convenir à la fois à la course à pied longue distance, mais également aux entraînements en salle,,.
A son lancement, le projet de création de la Asics Gel Kayano portait le nom de « Top of Running Shoe »,. Il a été confié à Toshikazu Kayano car il avait déjà participé à l’élaboration de plusieurs modèles de chaussures pour Asics comme Gel-Saga et Gel-Spotlyte. Asics a confié à Toshikazu Kayano la mission d’intégrer à cette chaussure les dernières technologies de la marque en matière d’absorption des chocs et d’amélioration de la performance de course,.

## Les chaussures de course stabilisatrices
Les années 1970 ont vu l’explosion du succès de la course à pied auprès du grand public. Sport jusque-là pratiqué majoritairement par une élite de coureurs de bon niveau, la discipline a vu arriver de nombreux coureurs avec des niveaux d’entrainement et de pratique très divers. Cette affluence de nouveaux pratiquants s’est accompagnée d’une augmentation du nombre de blessures liées à la pratique.
Le focus des équipementiers sportifs de l’époque a alors évolué : historiquement très concentrés sur la création de chaussures visant une performance maximale, les fabricants ont commencé à apporter de plus en plus d’attention au confort et à la protection du coureur dans leurs nouveaux modèles.
En particulier, dans les années 1990, sont arrivées massivement sur le marché des chaussures de course dites « stabilisatrices » (Stability Running Shoes). Ce type de chaussure offre un rembourrage plus ferme dans la semelle intermédiaire, au niveau de l’intérieur du pied, visant à limiter les effets d’une pronation excessive chez le coureur (pied qui « penche » vers l’intérieur). Asics n’a pas fait exception à la règle en présentant son modèle Gel Kayano en 1993.
D’après Asics, sur un panel de 90 000 coureurs analysés, 43% d’entre ont une foulée excessivement pronatrice, ce qui leur fait courir un risque de blessure s’ils ne courent pas avec une chaussure stabilisatrice.

## Les versions de la Asics Gel Kayano

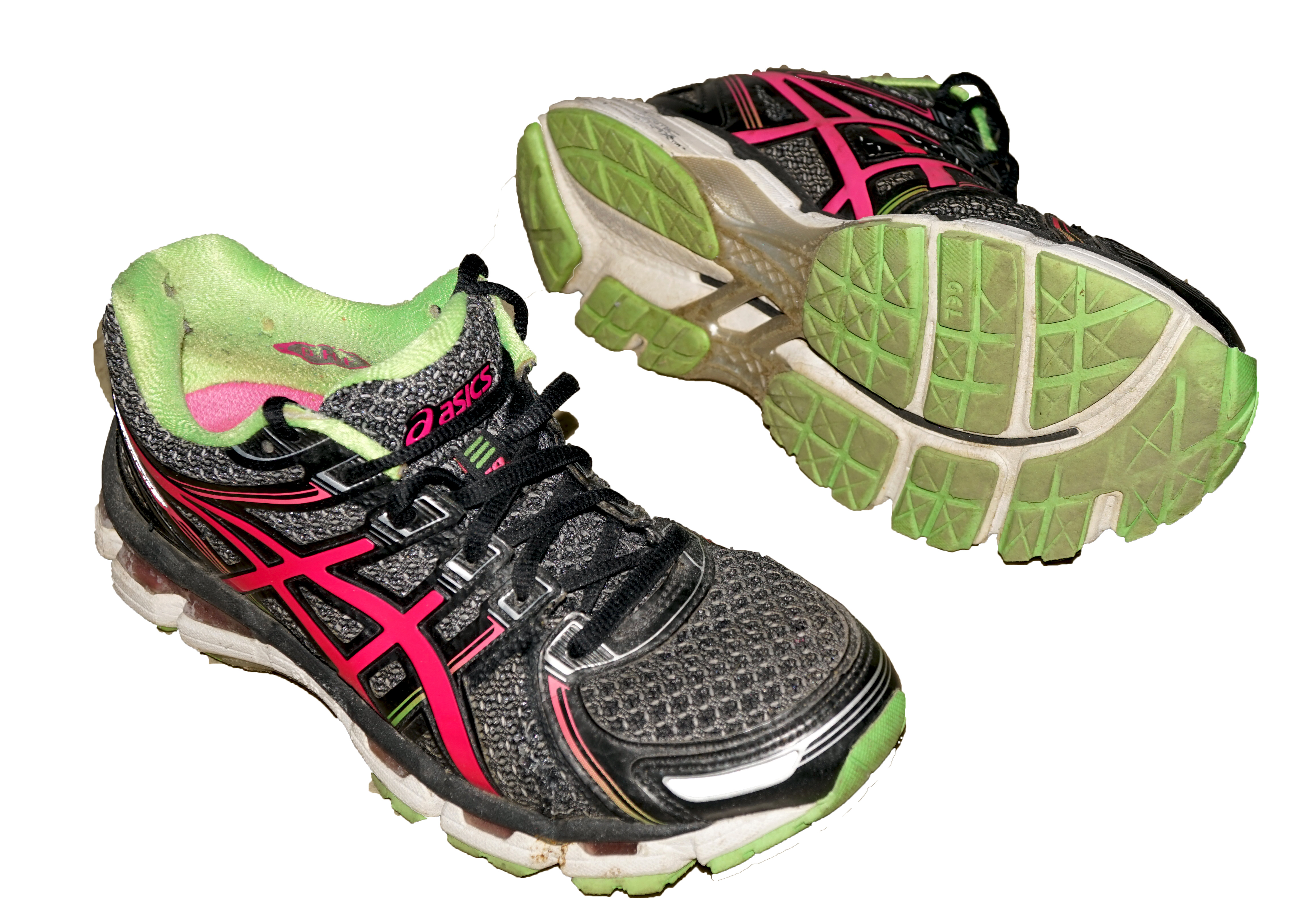
Asics Gel Kayano 19

Depuis la sortie du premier modèle Asics Gel Kayano Trainer en 1993, Asics a mis sur le marché une nouvelle version de cette chaussure chaque année. La dernière version, sortie en juin 2019, est la Asics Gel Kayano 26.
Voici l’historique des modèles ainsi que les évolutions marquantes  :
| Année de sortie | Modèle                      | Évolution notable                                                                                   |
| --------------- | --------------------------- | --------------------------------------------------------------------------------------------------- |
| Fin 1993        | Asics Gel Kayano Trainer    | La technologie Gel est déjà présente dans la première version.                                      |
| 1995            | Asics Gel Kayano            | Le modèle perd le suffixe « trainer » et devient la Asics Gel Kayano                                |
| 1996            | Asics Gel Kayano 3e version | Ajout de technologies réfléchissantes de la marque 3M et de la technologie Extended Trusstic System |
| 1997            | Asics Gel Kayano 4e version | |
| 1998            | Asics Gel Kayano 5e version | Plus légère que les versions précédentes (370 g)                                                    |
| 1999            | Asics Gel Kayano 6e version | Intégration de la technologie Impact Guidance System.                                               |
| 2000            | Asics Gel Kayano VII        | Première version à être numérotée ; cette version est nettement plus légère que les précédentes.    |
| 2001            | Asics Gel Kayano VIII       | Ajout de rainures de flexion latérales.                                                             |
| 2002            | Asics Gel Kayano IX         | Modèle est un peu plus lourd que les précédents.                                                    |
| 2003            | Asics Gel Kayano X          | Ajout de la technologie Biomorphic Upper Fit et réduction du poids.                                 |
| 2004            | Asics Gel Kayano XI         | Amélioration de l’empeigne (partie supérieure de la chaussure).                                     |
| 2005            | Asics Gel Kayano XII        | Ajout des technologies Solyte et Space Trusstic System.                                             |
| 2006            | Asics Gel Kayano 13         | Réduction du poids de la partie supérieure et amélioration de l’amortissement.                      |
| 2007            | Asics Gel Kayano 14         | Nouveau design du talon.                                                                            |
| 2008            | Asics Gel Kayano 15         | Evolutions dans la conception de la semelle intermédiaire.                                          |
| 2009            | Asics Gel Kayano 16         | Ajout de la technologie Guidance Line.                                                              |
| 2010            | Asics Gel Kayano 17         | Première version disponible en noir.                                                                |
| 2011            | Asics Gel Kayano 18         | Grosse réduction du poids de la chaussure.                                                          |
| 2012            | Asics Gel Kayano 19         | Amélioration de la souplesse de l’amorti.                                                           |
| 2013            | Asics Gel Kayano 20         | Nouveaux coloris et séries limitées pour le 20e anniversaire du modèle.                             |
| 2014            | Asics Gel Kayano 21         | Améliorations de la partie supérieure et de la semelle intermédiaire.                               |
| 2015            | Asics Gel Kayano 22         | Empeigne, amorti et ajustement revus.                                                               |
| 2016            | Asics Gel Kayano 23         | Ajout de la technologie Flytefoam.                                                                  |
| 2017            | Asics Gel Kayano 24         | Améliorations de la partie supérieure en mesh.                                                      |
| 2018            | Asics Gel Kayano 25         | Ajout des technologies Flytefoam-lyte et Flytefoam-propel.                                          |
| 2019            | Asics Gel Kayano 26         | Ajout de la technologie Metaclutch.                                                                 |